# 24 Hores de Le Mans (motociclisme)
|  | Aquest article tracta sobre una cursa motociclista. Si cerqueu la cursa d'automobilisme, vegeu «24 Hores de Le Mans». |

Les 24 Hores de Le Mans motociclistes, oficialment anomenades 24 Heures Moto, són una cursa motociclista de resistència puntuable per al Campionat del Món que se celebra anualment a França d'ençà de 1978. La cursa, organitzada per l'entitat responsable de les 24 Hores de Le Mans automobilístiques (l'Automobile Club de l'Ouest, ACO), es disputa al circuit Bugatti de Le Mans, Sarthe.

## Història

El circuit Bugatti de Le Mans

Quan el Bol d'Or es traslladà del circuit Bugatti al Paul Ricard a finals de 1977, l'Automobile Club de l'Ouest va decidir de crear les 24 Heures Moto per tal d'omplir el buit. La cursa es va convertir de seguida en una de les "clàssiques" de la modalitat de la resistència, juntament amb les 24 Hores de Lieja, les 8 Hores de Suzuka i el ja esmentat Bol d'Or. A finals del 2001, les tres clàssiques de 24 Hores (Le Mans, Lieja i Bol d'Or) es retiraren del Campionat del Món de resistència per a crear un nou torneig específic, el Master of Endurance. Les 24 Hores de Le Mans, però, tornaren al Campionat del Món el 2006.

## Format de la prova
Dijous
Sessions d'entrenament lliures, primeres sessions de qualificació (en grups) i sessions d'entrenament nocturnes.
Divendres
Segones sessions de qualificació (en grups), "Superpole".
Dissabte
Sessió d'escalfament ("Warm-up"). 15:00, sortida de la cursa.
Diumenge
15:00, arribada de la cursa, seguida per la cerimònia de lliurament de premis.

## Guanyadors
A 1 de gener de 2025
| Any  | Equip                 | Equip                 | Equip                 | Motocicleta          |
| Any  | Pilot 1               | Pilot 2               | Pilot 3               | Motocicleta          |
| ---- | --------------------- | --------------------- | --------------------- | -------------------- |
| 1978 | Jean-Claude Chemarin  | Christian Léon        | -                     | Honda                |
| 1979 | Jean-Claude Chemarin  | Christian Léon        | -                     | Honda                |
| 1980 | Marc Fontan           | Hervé Moineau         | -                     | Honda                |
| 1981 | Jean-Claude Chemarin  | Christian Huguet      | -                     | Kawasaki             |
| 1982 | Pierre-Étienne Samin  | Dominique Pernet      | -                     | Suzuki               |
| 1983 | Gérard Coudray        | Jacques Cornu         | Sergio Pellandini     | Kawasaki             |
| 1984 | Dirk Brand            | Henk Van der Mark     | -                     | Suzuki               |
| 1985 | Bernard Millet        | Guy Bertin            | Philippe Guichon      | Suzuki               |
| 1986 | Alex Vieira           | Gérard Coudray        | Patrick Igoa          | Honda RVF750         |
| 1987 | Alex Vieira           | Jean-Michel Mattioli  | Jean-Louis Battistini | Honda                |
| 1988 | Alex Vieira           | Jean-Michel Mattioli  | Christophe Bouheben   | Honda RVF750         |
| 1989 | Alex Vieira           | Jean-Michel Mattioli  | Roger Burnett         | Honda                |
| 1990 | Alex Vieira           | Jean-Michel Mattioli  | Stéphane Mertens      | Honda                |
| 1991 | Philippe Monneret     | Bruno Bonhuil         | Rachel Nicotte        | Yamaha               |
| 1992 | Terry Rymer           | Carl Fogarty          | Michel Simul          | Kawasaki             |
| 1993 | Adrien Morillas       | Brian Morrison        | Wilfried Veille       | Kawasaki Ninja ZX-7R |
| 1994 | Adrien Morillas       | Jean-Louis Battistini | Terry Rymer           | Kawasaki             |
| 1995 | Alex Vieira           | Rachel Nicotte        | Brian Morrison        | Honda RC45           |
| 1996 | Jehan D'Orgeix        | Piergiorgio Bontempi  | Brian Morrison        | Kawasaki             |
| 1997 | Doug Polen            | Juan-Eric Gomez       | Peter Goddard         | Suzuki               |
| 1998 | Bertrand Sebileau     | Thierry Paillot       | Igor Jerman           | Kawasaki             |
| 1999 | Bertrand Sebileau     | Steve Hislop          | Chris Walker          | Kawasaki             |
| 2000 | Sébastien Charpentier | William Costes        | Sébastien Gimbert     | Honda                |
| 2001 | Christophe Guyot      | Sébastien Scarnato    | Nicolas Dussauge      | Suzuki               |
| 2002 | Jean-Michel Bayle     | Sébastien Gimbert     | Nicolas Dussauge      | Suzuki               |
| 2003 | Brian Morrison        | Philippe Dobé         | Vincent Philippe      | Suzuki               |
| 2004 | Stéphane Chambon      | Keiichi Kitagawa      | Warwick Nowland       | Suzuki               |
| 2005 | David Checa           | William Costes        | Sébastien Gimbert     | Yamaha               |
| 2006 | Olivier Four          | Frederic Protat       | Daniel Ribalta-Bosch  | Honda                |
| 2007 | William Costes        | Guillaume Dietrich    | Max Neukirchner       | Suzuki GSX series    |
| 2008 | William Costes        | Guillaume Dietrich    | Barry Veneman         | Suzuki               |
| 2009 | Gwen Giabbani         | Steve Martin          | Igor Jerman           | Yamaha               |
| 2010 | Julien Da Costa       | Olivier Four          | Grégory Leblanc       | Kawasaki             |
| 2011 | Julien Da Costa       | Olivier Four          | Grégory Leblanc       | Kawasaki             |
| 2012 | Julien Da Costa       | Freddy Foray          | Grégory Leblanc       | Kawasaki             |
| 2013 | Grégory Leblanc       | Fabien Foret          | Nicolas Salchaud      | Kawasaki             |
| 2014 | Vincent Philippe      | Anthony Delhalle      | Erwan Nigon           | Suzuki               |
| 2015 | Vincent Philippe      | Anthony Delhalle      | Étienne Masson        | Suzuki               |
| 2016 | Grégory Leblanc       | Matthieu Lagrive      | Fabien Foret          | Kawasaki             |
| 2017 | Mike Di Meglio        | David Checa           | Niccolò Canepa        | Yamaha               |
| 2018 | Joshua Hook           | Freddy Foray          | Alan Techer           | Honda CBR            |
| 2019 | Jérémy Guarnoni       | David Checa           | Erwan Nigon           | Kawasaki             |
| 2020 | Joshua Hook           | Freddy Foray          | Mike Di Meglio        | Honda CBR            |
| 2021 | Gregg Black           | Xavier Simeon         | Sylvain Guintoli      | Suzuki               |
| 2022 | Gregg Black           | Xavier Simeon         | Sylvain Guintoli      | Suzuki               |
| 2023 | Josh Hook             | Mike Di Meglio        | Alan Techer           | Honda CBR 1000 RR-R  |
| 2024 | Gregg Black           | Etienne Masson        | Dan Linfoot           | Suzuki               |

### Per fabricant
| Victòries | Fabricant |
| --------- | --------- |
| 15        | Suzuki    |
| 14        | Kawasaki  |
| 14        | Honda     |
| 4         | Yamaha    |